# Арена-рок
Арена-рок (англ. arena rock), или стадионный рок (англ. stadium rock) (иногда также употребляется anthem rock, corporate rock, или pomp rock) — рок-музыка, предназначенная для исполнения на больших площадках, стадионах и для крупномасштабных туров. «Арена-рок» не является отдельным жанром, а является лишь термином, применяемым для музыки, ориентированной на массовые выступления. Основными особенностями арена-рока является формат композиций, ориентированный на ротации по радио, коммерчески ориентированная мелодика, близкая к AOR, и большое количество рок-баллад.

## История
Традиционно началом арена-рока считается выступление The Beatles на стадионе Shea Stadium в Нью-Йорке в 1965 году. Этот успех был подхвачен крайне успешными фестивалями Монтерей и Вудсток в 1967 и 1969 годах соответственно. В конце 1960-х — начале 1970-х успех стадионного формата доказывают туры таких групп, как Rolling Stones, Led Zeppelin и Grand Funk Railroad. Параллельно этому осуществляется прорыв в мощности звуковых систем, что также способствовало популяризации арена-рока, увеличивая и увеличивая возможные объёмы концертов. Постепенно начинает активно использоваться пиротехника, эффекты и другие элементы шоу. В то же время некоторые критики отмечают, что это время стало концом рок-идеализма 1960-х, поскольку рок стал постепенно входить в мейнстрим и поддаваться коммерции в виде появления отчётливо коммерческих рок-жанров вроде софт-рока или глэм-рока. Основными группами молодого арена-рока называют[кто?] Journey, REO Speedwagon, Boston, Led Zeppelin, Foreigner, Styx, Kiss, Peter Frampton и Queen.
Огромные финансовые затраты и высокий уровень шоу привели к тому, что стадионные выступления получили прозвище — корпоративный рок (англ. corporate rock). Но коммерческая направленность арена-рока в то же время оказала влияние на развитие панк-рока и паб-рока в 70-х. Обычно это объясняют протестом против всё большей коммерциализации рока и утраты связи музыкантов и публики. В 80-х годах настаёт эпоха глэм-метала и соответственно формата AOR, что ещё больше упрочило место арена-рока в мейнстриме. Но уже в ранних 90-х всё это сходит на нет с волной популярности альтернативной рок-музыки и таких групп как Nirvana. По мнению сайта Allmusic, глэм-метал можно было назвать мёртвым уже в 1991 году, так как помпезный и патетичный глэм и арена-рок не могли конкурировать с идеями, декларируемыми гранжем и другими альтернативными жанрами.

## Известные представители
- Journey
- Styx
- Toto
- Boston
- Foreigner
- REO Speedwagon
- Kiss
- Kansas
- Billy Joel
- Rod Stewart
- Queen
- Led Zeppelin
- Asia
- The Kinks (с конца 70-х)
- Survivor